# متاهة (فلم 1986)
متاهة (بالإنجليزية: Labyrinth) هو فيلم من إنتاج عام 1986 موسيقي خيال من إخراج جيم هينسون مع جورج لوكاس كمنتج تنفيذي بناء على التصاميم المفاهيمية لـ براين فرود. تدور أحداث الفيلم حول سعي سارة البالغة من العمر 16 عامًا (جينيفر كونيلي) للوصول إلى مركز متاهة هائلة من عالم آخر لإنقاذ شقيقها توبي الذي كانت سارة تتمنى إبعاده عن جاريث ملك العفاريت (ديفيد بوي). لعبت معظم الشخصيات المهمة في الفيلم باستثناء بوي وكونلي دمى من إنتاج متجر كريات جيم هينسون.

## قصة الفيلم
سارة ويليامز البالغة من العمر 16عامًا تتلو من كتاب بعنوان «المتاهة» في الحديقة مع كلبها ميرلين ولكنها تشتت انتباهها بسبب سطر لا تستطيع تذكره أثناء مشاهدة بومة الحظيرة. أدركت أنها متأخرة على جليسة الأطفال طفلها غير الشقيق توبي، هرعت إلى المنزل وواجهت زوجة أبيها إيرين، التي تغادر بعد ذلك لتناول العشاء مع والد سارة روبرت. تجد سارة توبي بحوزتها دمية دب طفولتها العزيزة، لانسلوت. محبطة من هذا وبكائه المستمر، تتمنى سارة بتسرع أن يأخذ توبي بعيدًا من قبل عفريت. صُدمت عندما يختفي توبي ووصول جاريث ملك العفريت. يعرض على سارة أحلامها مقابل الطفل، لكنها ترفض، بعد أن ندمت على الفور على رغبتها. يمنح جاريث سارة على مضض 13 ساعة لحل المتاهة والعثور على توبي قبل أن يتحول إلى عفريت إلى الأبد. تلتقي سارة برجل قزم يُدعى هوغل، الذي يساعدها في دخول المتاهة. تواجه صعوبة في إيجاد طريقها في البداية، لكنها تقابل دودة ناطقة ترسلها عن غير قصد في الاتجاه الخاطئ.
ينتهي المطاف بسارة في ديماس (عمارة) حيث تجتمع مع هوغل. بعد أن واجههم جاريث وهربوا من أحد أفخاخه واجه الاثنان وحشًا كبيرًا يدعى لودو. يهرب هوغل بطريقة جبانة بينما تصادق سارة لودو بعد تحريره من الفخ. بعد لغز آخر تفقده في الغابة. يصادف هوغل جاريث، الذي يعطيه خوخًا مخدرًا ويطلب منه إعطائها لسارة، مشككًا في ولائه لأنه كان من المفترض أن يعيدها إلى بداية المتاهة. تتعرض سارة للمضايقة من قبل مجموعة من المخلوقات تسمى فايريز لكن هوغل يساعدها. شاكرة قبلته وأرسلهم جاريث بطريقة سحرية إلى مستنقع الرائحة الأبدية كعقاب، حيث يجتمعون مرة أخرى مع لودو. يلتقي الثلاثي حارس المستنقع المسمى السير ديديموس، وهو ثعلب مجسم وكلب الراعي الإنجليزي القديم «فرسه» المسمى أمبروسيوس. بعد أن يعوي لودو ويستدعي سلسلة من الصخور لإنقاذ سارة من الوقوع في المستنقع، ينضم ديديموس إلى المجموعة. عندما تشعر المجموعة بالجوع، يعطي هوغل سارة الخوخ ويهرب بعيدًا بينما تقع في غيبوبة وتبدأ في نسيان سعيها. لديها حلم حيث يأتي إليها جاريث في حفلة تنكرية معلناً حبه لها لكنها ترفضه وتهرب وتسقط في ساحة للخردة. بعد أن فشلت سيدة خردة قديمة في غسل دماغها أنقذها لودو وديديموس، خارج مدينة غوبلن بالقرب من قلعة جاريث. يواجههم حارس البوابة، لكن هوغل يأتي بشجاعة لإنقاذهم. على الرغم من شعوره بأنه لا يستحق المغفرة لخيانته ترحب به سارة والآخرون ويدخلون المدينة معًا.
يتم تنبيه جاريث إلى وجودهم ويرسل جيشه العفاريت لإيقافهم، لكن لودو يعود ويستدعي عددًا كبيرًا من الصخور لمطاردة الحراس، ويدخلون القلعة. تصر سارة على وجوب مواجهة جاريث بمفردها ووعدت بالاتصال بالآخرين إذا لزم الأمر. في غرفة على غرار إم سي إيشر «النسبية» تواجه جاريث أثناء محاولتها استعادة توبي. تسرد سطورًا من كتابها تعكس مغامرتها إلى تلك النقطة، لكنها ما زالت لا تتذكر السطر الأخير. بينما يقدم جاريث لسارة أحلامها، فإنها تتذكر الخط. بعد هزيمته في الثانية الأخيرة، عاد جاريث إلى منزل سارة وتوبي بأمان وتحول إلى بومة حظيرة وحلقت بعيدًا.
أدركت سارة مدى أهمية توبي بالنسبة لها، فأعطته لانسلوت وعادت إلى غرفتها. مع عودة والدها وزوجة أبيها إلى المنزل، ترى صديقاتها في المرآة وتدرك أنها رغم نموها، لا تزال بحاجة إليهن في حياتها بين الحين والآخر. في لحظة ما، ظهر عدد من الشخصيات الرئيسية من المتاهة في غرفتها للاحتفال الصاخب، وتلتقي مع هوغل ولودو وديديموس وامبروز. أثناء الاحتفال يراقب جاريث في شكل بومة من الخارج ثم يطير بعيدًا في الليل.

## فريق التمثيل
- ديفيد بوي بدور ياريث، ملك العفاريت.
- جينيفر بدور سارة عامًا [1] الفتاة التي تسير عبر المتاهة لتجد شقيقها الصغير.
- توبي فرود بدور توبي ويليامز، الأخ غير الشقيق لسارة.
- كريستوفر مالكولم بدور روبرت، سارة وتوبي والد.
- شيلي طومسون مثل إيرين، والدة توبي وزوجة أبي سارة.
- ناتالي فنلندا كجنيات المتاهة، مجموعة من الحفاة المخادعين الجنيات التي تعيش في المتاهة.
- أجرى المشعوذ مايكل موشن تلاعب جاريث بالكرة الكريستالية المتقنة التلاعب بالاتصال.

### فناني المخلوقات
| حرف                | محرك العرائس | صوت |
| ------------------ | --- | --- |
| Hoggle             | بريان هنسون | بريان هنسون |
| Hoggle             | شاري وايزر (في بدلة للجسم) | |
| لودو               | رون مويك | رون مويك |
| لودو               | مع روب ميلز | |
| سيدي ديديموس       | ديف جويلز مع ديفيد باركلي | ديفيد شونيسي |
| الدودة             | كارين بريل | تيموثي باتسون |
| الحكيم             | فرانك أوز | مايكل هوررن |
| القبعة             | ديف جويلز | ديفيد شونيسي |
| السيدة الخردة      | كارين بريل | دينيس برير |
| الحراس الأربعة     | ستيف ويتمير كيفن كلاش أنتوني أسبري ديف جويلز | أنتوني جاكسون دوغلاس بلاكويل ديفيد شونيسي تيموثي باتسون |
| مطرقة الباب الأيمن | أنتوني أسبري | ديفيد هيلي |
| مطرقة الباب الأيسر | ديف جويلز | روبرت بيتي |
| الناري # 1         | كيفن كلاش | كيفن كلاش |
| الناري # 1         | مع ديفيد باركلي وتوبي فيلبوت | |
| الناري # 2         | كارين بريل مع رون مويك وإيان ثوم | تشارلز اوجينز |
| الناري # 3         | ديف جويلز مع روب ميلز وشيري أموت | داني جون جول |
| الناري # 4         | ستيف ويتمير مع شيريل هينسون وكيفين برادشو | داني جون جول |
| الناري # 5         | أنتوني أسبري مع أليستير فولارتون ورولين كروسون | ريتشارد بودكين |
| أمبروسيوس          | ستيف ويتمير كيفن كلاش | بيرسي إدواردز |
| العفاريت           | دون أوستن، مايكل بايليس مارتن برايدل وفيونا بينور براون سيمون باكلي، ديفيد بولبيك. سو داكري جيف فيليكس، تريفور فريبورن كريستين جلانفيل، ديفيد غريناواي بريان جيمس، جان كينج، روني لو درو تيري لي، كريستوفر ليث، كاثرين مولين، انجي باسمور مايكل بيترسن، نايجل بلاسكيت جودي بريس، مايكل كوين جيلي روبيك، ديفيد رودمان ديفيد شولر وروبن ستيفنز إيان تريجونينج، ماري تيرنر روبرت تايجنر، ماك ويلسون فرانسيس رايت | مايكل أتويل، شون باريت، تيموثي باتسون، دوجلاس بلاكويل، جون بلوثال، بريان هنسون، أنتوني جاكسون، بيتر مارينكر، رون مويك وستيف نالون جان رافينز، إن ريتيل، كيري شيل وديفيد شونسي |

## إنتاج

### الأصل والنص
وفقًا للمصمم المفاهيمي للفيلم براين فرود، تمت مناقشة المتاهة لأول مرة بينه وبين المخرج جيم هينسون. وافق كلاهما على العمل في مشروع آخر معًا، واقترح فرويد أن الفيلم يجب أن يعرض العفاريت. في نفس الرحلة، «تصور فرود طفلًا محاطًا بالعفاريت» وهذه الصورة المرئية القوية - جنبًا إلى جنب مع نظرة فرويد بأن العفاريت يسرقون الأطفال تقليديًا - قدمت الأساس لمخطط الفيلم. من خلال مناقشة أصول الفيلم، أوضح هينسون أنه هو وفرود «أرادا عمل صورة أخف وزنًا، مع إحساس أكثر بالكوميديا منذ أن أصبح الكريستال الداكن ثقيلًا نوعًا ما - أثقل مما كنا نتوقعه. الآن أردت عمل فيلم مع الشخصيات التي تتمتع بشخصية أكبر، وتتفاعل أكثر.» تمت مناقشة المتاهة بجدية في وقت مبكر من مارس 1983، عندما عقد هينسون اجتماعا مع فرود ومؤلف الأطفال دنيس لي. تم تكليف لي بكتابة رواية يمكن أن يعتمد عليها السيناريو، وتقديمها في نهاية عام 1983. اقترب هنسون من تيري جونز لكتابة سيناريو الفيلم كما يلي: «كانت ابنته ليزا قد قرأت للتو ملحمة إريك الفايكنج واقترحت أن يحاكمني ككاتب سيناريو». أعطيت جونز رواية دنيس لي لاستخدامها كأساس لسيناريو، لكنه أخبر إمبراطورية لاحقًا أن لي أنتج «رواية شعرية» غير مكتملة «لم يتعامل معها حقًا». في ضوء ذلك، «تجاهلها جونز وجلس مع رسومات بريان فرود ودخلها ووجد تلك التي أحببتها حقًا، وبدأت في إنشاء القصة منها». بينما يُنسب إلى جونز كتابة السيناريو، كان نص التصوير في الواقع جهدًا تعاونيًا تضمن مساهمات من هينسون وجورج لوكاس ولورا فيليبس وإيلين مي. قال جونز إن الفيلم النهائي يختلف اختلافًا كبيرًا عن رؤيته الأصلية. وفقًا لجونز، «لم أشعر أنه كان ملكي كثيرًا. لطالما شعرت أنها تقع بين قصتين، وأراد جيم أن يكون شيئًا واحدًا وأردته أن يكون عن شيء آخر». قال جونز إن نسخته من السيناريو كانت «حول العالم، وعن الأشخاص الذين يهتمون أكثر بالتلاعب بالعالم أكثر من إقصاء أنفسهم على الإطلاق». في نص جونز الأصلي، يبدو أن جاريث مجرد «كل القوة في البداية» ويستخدم بالفعل المتاهة «لمنع الناس من الوصول إلى قلبه». قال جونز إن مشاركة بوي في المشروع كان لها تأثير كبير على الاتجاه الذي تم اتخاذه مع الفيلم. كان جونز يقصد في الأصل ألا يرى الجمهور مركز المتاهة قبل وصول سارة إليها، لأنه شعر أن القيام بذلك سرق الفيلم من «خطاف» كبير. مع التفكير في دور بوي في الفيلم، قرر هينسون أنه يريد أن يغني جاريث ويظهر طوال الفيلم، وهو أمر اعتبره جونز قرارًا «خاطئًا». على الرغم من مخاوفه، أعاد جونز كتابة السيناريو للسماح بأداء الأغاني طوال الفيلم. مسودة النص هذه «اختفت لمدة عام تقريبًا»، وخلال هذه الفترة أعاد فيليبس صياغتها أولاً ثم لوكاس.
تختلف المسودة المبكرة للسيناريو المنسوب إلى جونز وفيليبس بشكل ملحوظ عن الفيلم النهائي. أدخل النص المبكر جاريث إلى منزل سارة متنكراً روبن زاكار، مؤلفة مسرحية من المقرر أن تؤدي فيها. لا ترغب سارة في أن يأخذ العفاريت شقيقها بعيدًا، ويخطفه ياريث بعيدًا ضد إرادتها. جاريث شرير بشكل علني في مسودة السيناريو هذه، وخلال مواجهته الأخيرة مع سارة أخبرها أنه «يفضل أن يكون له ملكة» بدلاً من «أمير عفريت صغير». ينتهي السيناريو المبكر بركل سارة لجاريث في اشمئزاز، وتسبب ضرباتها له في التحول إلى عفريت باكي عاجز. في الواقع هناك حانة أو بار في متاهة حيث الرجل مع هات وهوغل نجتمع، ونهر نهر النسيان المذكورة في الأسطورة اليونانية. بالإضافة إلى ذلك، يتميز مشهد قاعة الرقص بحوار مكثف بين جاريث وسارة، بينما في الفيلم لا يوجد حوار (على الرغم من وجوده في الرواية بواسطة أ. سميث)، والأحداث الجارية مع الراقصين في القاعة تكون جنسية بشكل علني. تم إرسال النص المعاد صياغته إلى بوي، الذي وجد أنه يفتقر إلى الفكاهة وفكر في سحب مشاركته في المشروع نتيجة لذلك. لضمان مشاركة باوي، طلب هينسون من جونز «عمل المزيد» على النص لجعله أكثر روح الدعابة. قابلت ماي هينسون قبل عدة أشهر من بدء التصوير في أبريل 1985، وطُلب منها تلميع السيناريو. أدت تغييرات ماي إلى «أنسنة الشخصيات» وسرّت هينسون لدرجة أنها تم دمجها في سيناريو تصوير الفيلم. تمت صياغة ما لا يقل عن خمسة وعشرين معالجة ونصوصًا لـ متاهة بين عامي 1983 و 85، وكان نص تصوير الفيلم جاهزًا فقط قبل وقت قصير من بدء التصوير.

## التمثيل
كان بطل الفيلم، في مراحل مختلفة من تطوره، ملكًا وُضع طفله تحت السحر، وأميرة من عالم خيالي، وفتاة صغيرة من إنجلترا الفيكتورية. من أجل جعل الفيلم تجاريًا أكثر، جعلوا البطولة فتاة مراهقة من أمريكا المعاصرة. وأشار هينسون إلى أنه يرغب في «جعل فكرة تحمل المسؤولية عن حياة المرء - والتي تعد واحدة من الإنجازات الرائعة التي يمر بها المراهق - فكرة مركزية في الفيلم».

## التصوير
تم تجميع الفريق الذي عمل في المتاهة بشكل كبير من المواهب الذين شاركوا في مشاريع أخرى مختلفة مع شركة جيم هينسون. أدار الممثلون المخضرمون فرانك أوز وديف جويلز وستيف ويتمير العديد من الدمى في الفيلم، كما فعلت كارين بريل ورون مويك وروب ميلز الذين عملوا جميعًا مع هينسون على فراجل روك. عمل في الفيلم كيفن كلاش أحد أفراد الطاقم في شارع سمسم المعروف بتعبير شخصية إلمو. عمل أفراد من عائلة هينسون أيضًا في الإنتاج، بما في ذلك الابن بريان وابنته شيريل. ومن بين الوافدين الجدد الذين عملوا على الإنتاج محركي الدمى أنجي باسمور وأنتوني أسبري الذين عملوا سابقًا في عرض الدمى الساخر صورة طبق الاصل.
بدأ التصوير الرئيسي في 15 أبريل 1985، في استوديوهات إلستري. استغرق تصوير فيلم المتاهة خمسة أشهر، وكان تصويرًا معقدًا بسبب العديد من الدمى والمخلوقات المتحركة. في فيلم وثائقي بعنوان داخل المتاهة صرح هينسون أنه على الرغم من قيام متجر مخلوقات جيم هينسون ببناء الدمى والشخصيات المطلوبة لمدة عام ونصف تقريبًا قبل التصوير «كل شيء اجتمع معًا في الأسبوعين الماضيين». أشار هينسون، «حتى لو كان لديك الشخصيات معًا يبدأ محرّكو الدمى في العمل معهم ويجدون مشاكل أو يحاولون اكتشاف ما سيفعلونه بهذه الشخصيات.»
على الرغم من أن كل من الدمى الرئيسية في الفيلم تطلبت فريقًا صغيرًا من محركي الدمى لتشغيلها إلا أن أكثر دمية الإنتاج تعقيدًا كانت هوغل. كان شاري وايزر داخل الزي، بينما تم التحكم في وجه هوغل عن طريق الراديو من قبل بريان هينسون وثلاثة محرّكي دمى إضافيين. في حديثه في الفيلم الوثائقي داخل المتاهة أوضح براين هينسون أن الحكمة "تقوم بكل حركات الجسم ورأسها داخل رأسها. ومع ذلك، فإن الفك غير متصل بفكها. ولا يوجد أي شيء يفعله الوجه له أي صلة بما تفعله التعامل مع وجهها. والأعضاء الأربعة الآخرون من الطاقم جميعهم من طاقم الراديو بمن فيهم أنا ". يتحدث عن التحديات التي ينطوي عليها أداء هوغل قال براين هينسون "كان محاولة خمسة فنانين الحصول على شخصية واحدة من دمية واحدة أمرًا صعبًا للغاية. ما يتطلبه الأمر هو الكثير من التمرين والتعرف على بعضهم البعض.
في المراحل الأولى من التصوير وجد النجمان كونيلي وبوي صعوبة في التفاعل بشكل طبيعي مع الدمى التي شاركا معها معظم مشاهدهما. قال بوي، «لقد واجهت بعض المشاكل الأولية في العمل مع هوغل والباقي لأن ما يقولونه لسبب واحد لا يأتي من أفواههم ولكن من جانب المجموعة، أو من خلفك.» كونيلي قال، «لقد كان غريبًا بعض الشيء العمل بشكل حصري تقريبًا مع الدمى في الفيلم لكنني أعتقد أن كلاً من ديف بوي تجاوزنا ذلك واعتبرنا العمل مع هذه الدمى بمثابة تحدٍ. وبنهاية الفيلم، لم يعد تحديًا بعد الآن. كانوا هناك، وكانوا شخصياتهم».

## الأستقبال النقدي
تلقى الفيلم آراء مختلطة إلى إيجابية من النقاد. على روتن توميتوز، حصل الفيلم على تقييم إيجابي بنسبة 72٪ من 46 تقييمًا. ينص الإجماع العام على ما يلي: «بينما يمكن القول إنها أكثر إثارة للاهتمام على المستوى المرئي، تقدم المتاهة دليلًا إضافيًا على الخيال اللامحدود للمخرج جيم هينسون.» في ميتاكريتيك، الذي يستخدم «متوسط مرجح» لجميع درجات النقاد، يسجل المتاهة 50 من أصل 100 يعني «مراجعات مختلطة أو متوسطة». بينما اعترف روجر إيبرت بأن المتاهة صُنعت من خلال «رعاية وآلام لانهائية»، فقد أعطى الفيلم نجمتين من أصل أربعة لأنه شعر أن الفيلم «لا ينبض بالحياة حقًا». قال إيبرت إنه نظرًا لأن الفيلم تم تصويره في «عالم تعسفي»، لم يكن لأي من الأحداث فيه أي عواقب، مما أدى إلى حرمان الفيلم من أي توتر درامي. غيني سيسكيل مراجعة الصورة من متاهة ل شيكاغو تريبيون كان سلبيا للغاية، وأشار إلى أنها فيلم «فظيعة» مع «قصة مثيرة للشفقة»، «مؤامرة معقدة كثيرا جدا» و «أسلوب القبيح بصريا». اعترض سيسكل على حبكة الفيلم «العنيفة»، فكتب: «إن مشهد طفل في خطر هو أحد أبشع الحيل التي يمكن أن يستخدمها الفيلم لجذب انتباهنا، لكن هينسون يفعل ذلك». كان النقاد الآخرون أكثر إيجابية. وجدت كاثرين باكستون أن الفيلم يحتوي على «إثارة وإثارة بما يكفي للجماهير من جميع الأعمار بالإضافة إلى روح الدعابة المرحة وأحيانًا المشاغب قليلاً». وصف روجر هيرلبورت المتاهة بأنها «متعة الذواقة لمحبي الخيال»، حيث كتب أنه «على الرغم من أن جوانب الحبكة مستعارة بوضوح من قصص خيالية أخرى - سندريلا، سنو وايت وكلاسيكيات الحكايات الخيالية، يتم تقديم الأحداث في شكل فريد». أعجب بروس بيلي بسيناريو الفيلم، قائلاً: «لقد استفاد تيري جونز من ذكائه الجاف وخياله الغريب وتوصل إلى سيناريو يحول هذه العناصر المألوفة أساسًا وهياكل المؤامرة إلى شيء ينبض بالحياة الجديدة إلى حد ما.» أعجب بيلي أيضًا بعمق الفيلم وكتابته، «سيكون للكبار ميزة إضافية تتمثل في تقدير القصة باعتبارها حكاية عن بلوغ سن الرشد». لاحظ العديد من النقاد النص الفرعي للفيلم، ووجدوه ناجحًا بدرجات متفاوتة. اعترف تيك منغ بأن «تجارب سارة في المتاهة هي رمز لانتقالها من طفل إلى امرأة» لكنها وجدت الفيلم في النهاية «خطيًا جدًا» بالنسبة لموضوعاته الكامنة. قارنت نينا دارنتون نغمة الفيلم بكتابات إيتا هوفمان، مشيرة إلى أن كسارة البندق لهوفمان «تتعلق أيضًا برحلة إلى الأنوثة، بما في ذلك تلميح الصحوة الجنسية، التي تمر بها سارة أيضًا في وجود ملك عفريت». استمتع دارتون بالفيلم واعتبره أكثر نجاحًا من تعاون هينسون السابق مع براين فرود، كريستال الظلام.
أدى تصوير كونيلي لسارة إلى استقطاب النقاد وتلقى انتقادات شديدة من بعض المراجعين. أشار الناقد كيرك هانيكوت إلى كونيلي على أنها «ممثلة شابة لطيفة وموهوبة بالحد الأدنى»  كتب جون مارلو في صحيفة ميامي نيوز، «كونيلي هو ببساطة الشخص الخطأ للوظيفة المناسبة. لديها صوت حاد يبدأ في مزاجك ؛ عندما تبكي، يمكنك رؤية البصل في عينيها.» على عكس هذه الآراء السلبية، أشادت مراجعة مجهولة المصدر في سان بطرسبرج تايمز بالتمثيل قائلة، «كونيلي تجعل التجربة بأكملها تبدو حقيقية. وقالت إنها تعمل ذلك بطبيعة الحال في جميع أنحاء الدمى أن تبدأ أن نؤمن لهم الحياة مثل الصفات». تم الإشادة والسخرية بأداء بوي. في استعراضه الإيجابي إلى حد كبير للفيلم، أشاد به كورليس باعتباره «كاريزميًا» مشيرًا إلى شخصيته على أنه «ساحر كابوكي يقدم لخصمه الشاب الساحر الامتيازات المذهبة للعبودية البالغة». استمتع بروس بيلي بأداء بوي، حيث كتب، «لا يمكن لوم بوي على أي أساس. لديه المظهر الصحيح تمامًا لمخلوق يكون موضوع كل من الرغبة البغيضة والسرية». في مراجعة نقدية إلى حد كبير، وجدت صحيفة سانت بطرسبرج تايمز، «بوي يتخلى عن التمثيل، ويفضل الوقوف حول عرينه بينما يحدق في الكاميرا بجدية. إنه ليس خشبيًا تمامًا. قد يكون وصف البلاستيك أكثر دقة.» بعد الاستقبال المتباين للفيلم، جاء هينسون «أقرب ما رأيته إلى الانقلاب على نفسه والاكتئاب الشديد»، قال ابنه بريان لمجلة لايف. كان آخر فيلم روائي طويل أخرجه هنسون قبل وفاته عام 1990. منذ وفاة هينسون، تمت إعادة تقييم المتاهة من قبل العديد من النقاد البارزين. وصفت مراجعة من عام 2000 في إمباير الفيلم بأنه «خيال رائع» وكتبت، «قام ديفيد باوي بتقطيع شخصية مخيفة بدرجة كافية في شعر مستعار الخوف هذا لتتناسب تمامًا مع هذا الحيوان الرائع من الدمى المتحركة من جوف. وجنيفر كونيلي، التي لا تزال في شبابها، تصنع معًا نوعًا جذابًا من البطلة.» كتب مايكل ويلمنجتون في جريدة شيكاغو تريبيون في عام 2007، ووصف المتاهة بأنها «مبهرة»، حيث كتب أنها «تحفة حقيقية من فن الدمى والمؤثرات الخاصة، وهو فيلم خيالي رائع للأطفال». في عام 2010، عرضت شركة توتال فيلم ميزة بعنوان 'لماذا نحب المتاهة' والتي وصفت المتاهة بأنها «أحلام يقظة شديدة الواقعية ونابضة بالحياة، وتكمن القوة الرئيسية لـ المتاهة في جذورها الخيالية، والتي تمنح القصة الخيالية منصة يمكن من خلالها الانطلاق في بعض الهذيان. سيناريوهات غريبة». في إصدار فبراير 2012.

## وصلات خارجية
- مقالات تستعمل روابط فنية بلا صلة مع ويكي بيانات